# Лейкотриен A4
Лейкотриен A4 (ЛТА4; англ. Leukotriene A4) — липидный медиатор семейства эйкозаноидов из группы лейкотриенов. 

## Клеточный синтез и метаболизм
Образуется из 5-гидропероксиэйкозатетраеновой кислоты (5-HPETE), которая спонтанно превращается в 5-гидроксиэйкозатетраеновую кислоту (5-HETE), в результате действия арахидонат-5-липоксигеназы. Такое превращение возможно в клетках, экспрессирующих 5-липоксигеназу, таких как B-лимфоциты, макрофаги, моноциты, тучные клетки, нейтрофилы, нейроны, эозинофилы и дендритные клетки.
Молекула лейкотриена А4 является нестабильным алкил-эпоксидом и может использоваться в синтезе других лейкотриенов. Под действием лейкотриен-A4-гидролазы лейкотриен A4 преобразуется в провоспалительный лейкотриен B4. В альтернативном синтетическом пути из лейкотриена A4 образуется лейкотриен C4 под действием глутатион-S-трансферазы. Поскольку лейкотриен А4 способен диффундировать между клетками, его образование и последующее превращение может проходить и в разных клетках.